# Ébron
L'Ébron est un torrent du Trièves, dans le sud-est de la France, dans le département de l'Isère en région Auvergne-Rhône-Alpes, et un sous-affluent du Rhône, par le Drac et l'Isère.

## Géographie
La longueur de son cours d'eau est de 32,1 km.
Il prend sa source au pied du Grand Ferrand, dans le bassin de Tréminis, à une altitude de 2 380 m, et se jette dans le Drac dans le lac de Monteynard-Avignonet, au sud de Grenoble.

## Départements et principaux lieux traversés
L'Ébron traverse ou longe treize communes, toutes situées en Isère:
- Tréminis, Lalley, Saint-Maurice-en-Trièves, Prébois, Le Monestier-du-Percy, Percy, Cornillon-en-Trièves, Clelles, Lavars, Saint-Martin-de-Clelles, Roissard, Mayres-Savel, Treffort

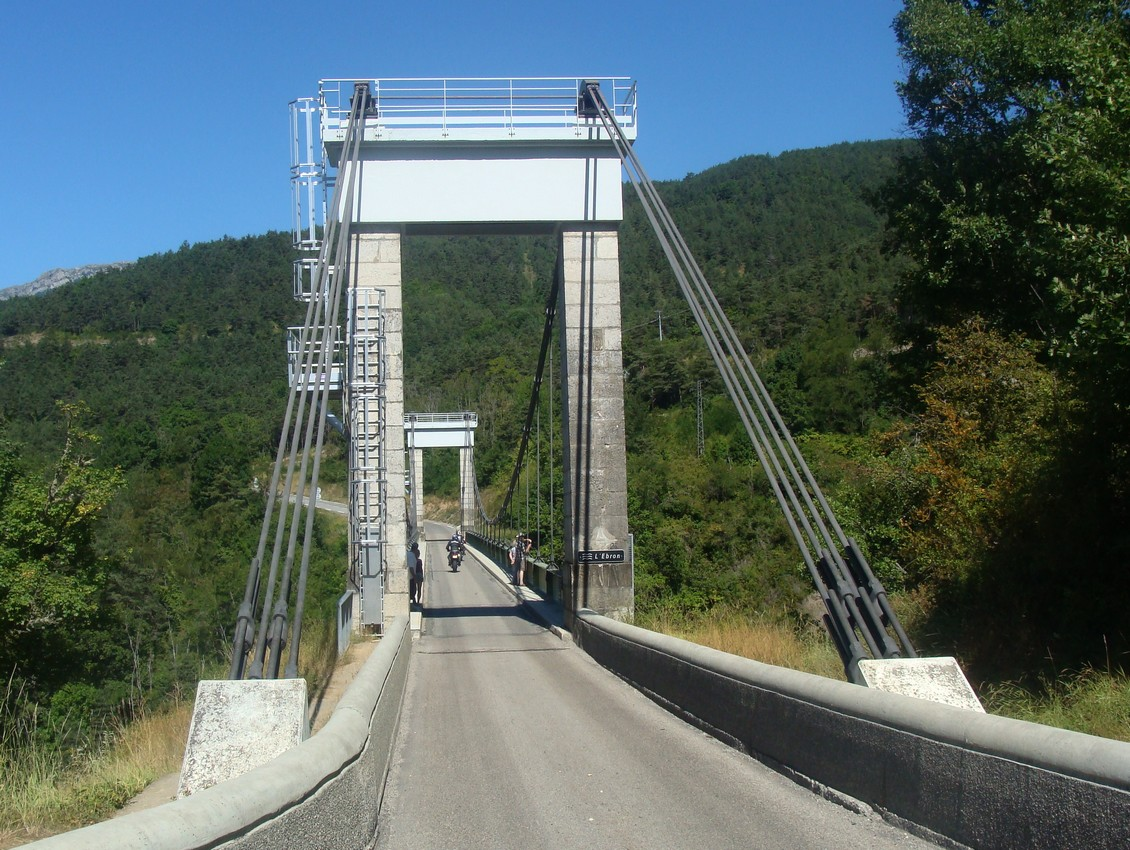
Le pont de Brion, sur la D34, route de Monestier-de-Clermont à Mens

À l'exception de quelques hameaux (Château-Bas, Sandon), aucun village n'est établi en bordure de l'Ébron.
Une seule route suit le cours de l'Ébron, sur moins de 10 kilomètres, de Tréminis jusqu'au pied de Prébois. En aval de Sandon, sur les 10 derniers kilomètres de son cours, le seul franchissement de l'Ébron est le pont de Brion, pont suspendu franchissant l'Ébron alors qu'il a atteint la retenue du lac de Monteynard-Avignonet.

## Affluents
L'Ébron a 24 affluents contributeurs référencés, dont deux seulement ont une longueur dépassant 10 kilomètres :
- la Vanne (15 km, RD), descendant de l'Obiou,
- le ruisseau d'Orbannes (11 km, RG), descendant du Mont Aiguille.